# 東洋鍼灸専門学校

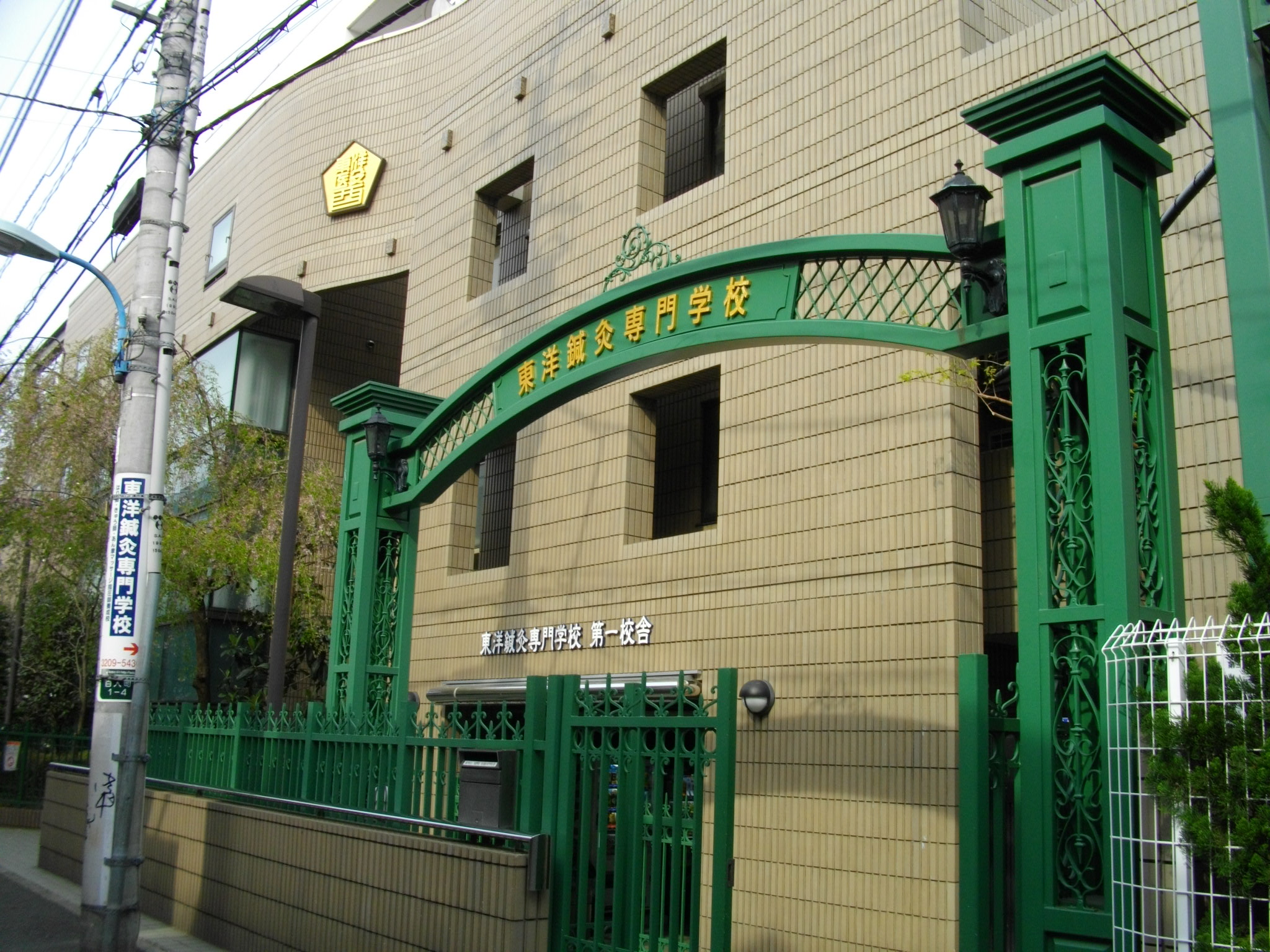
東洋鍼灸専門学校

東洋鍼灸専門学校（とうようしんきゅうせんもんがっこう）は、東京都新宿区にある学校法人素霊学園が運営する鍼灸専門学校である。

## 沿革
- 1927年（昭和 2年）  - 初代校長である柳谷素霊が前身となる素霊鍼灸塾を創設
- 1935年（昭和10年） - 日本高等鍼灸学院と改称
- 1949年（昭和24年） - 拓殖大学付属正明中学校・高等学校理療科として発足
- 1957年（昭和32年） - 東洋鍼灸専門学校として独立。本科、別科、柔整科設立
- 1985年（昭和60年） - 学校法人素霊学園東洋鍼灸専門学校として改組。鍼灸あん摩科設立
- 1995年（平成 7年） - 現在の新校舎に移転
- 2000年（平成12年） - 第二校舎設立
- 2007年（平成19年） - 素霊記念館開館
- 2010年（平成22年） - 実技棟設立
- 2011年（平成23年） - 鍼灸あん摩科を鍼灸あん摩マッサージ指圧科に学科名変更

## 設置学科・定員・修業年限
- 鍼灸科（昼間部・夜間部）・各科各学年30名・3ヶ年
- 鍼灸あん摩マッサージ指圧科（昼間部・夜間部）・各科各学年30名・3ヶ年

## 卒業時の取得資格
- 鍼灸科（昼間部・夜間部）： はり師・きゅう師の国家試験受験資格
- 鍼灸あん摩マッサージ指圧科（昼間部・夜間部）： はり師・きゅう師・あん摩マッサージ指圧師の国家試験受験資格

## アクセス
〒169-0073 東京都新宿区百人町1-4-4
- JR山手線新大久保駅から徒歩3分
- JR総武線・中央本線大久保駅南口から徒歩3分
- JR新宿駅東口から徒歩12分
- 西武新宿駅北口から徒歩4分
- 東京メトロ副都心線・都営地下鉄大江戸線東新宿駅A1出口から徒歩10分

## 卒業生
- 松波太郎（作家）
- 乾緑郎（作家、劇作家）
- 小林三剛（易学者、関東鍼灸専門学校創立者）
- 川島英夫 (トレーナー)